# Evidence: The Last Report
Evidence: The Last Report, ou simplement The Last Report sur PlayStation, est un jeu vidéo sorti en 1996 sur PC, puis porté sur PlayStation.